# Comté de Walton (Floride)
Pour les articles homonymes, voir Comté de Walton.
Le comté de Walton (en anglais : Walton County) est un comté situé sur l'Emerald Coast de l'État de Floride, aux États-Unis. Sa population s'élève à 75 305 habitants lors du recensement de 2020. Son siège est DeFuniak Springs.
Le comté est fondé en 1824 et doit son nom à George Walton Jr., secrétaire du territoire de Floride de 1821 à 1826. Dans le comté de Walton se trouve le point culminant de la Floride, la colline Britton, qui culmine à 105 mètres.

## Comtés adjacents
- Comté de Covington, en Alabama (nord-ouest)
- Comté de Geneva, en Alabama (nord-est)
- Comté de Holmes (est)
- Comté de Washington (est)
- Comté de Bay (sud-est)
- Comté d'Okaloosa (ouest)

## Principales villes
- DeFuniak Springs
- Freeport
- Paxton

## Démographie
| Groupe                           | Comté de Walton | Floride | États-Unis |
| -------------------------------- | --------------- | ------- | ---------- |
| Blancs                           | 87,8            | 75,0    | 72,4       |
| Afro-Américains                  | 5,8             | 16,0    | 12,6       |
| Métis                            | 2,3             | 2,5     | 2,9        |
| Autres                           | 2,2             | 3,7     | 6,4        |
| Asiatiques                       | 0,9             | 2,4     | 4,8        |
| Amérindiens                      | 0,9             | 0,4     | 0,9        |
| Total                            | 100             | 100     | 100        |
|                                  |                 |         |            |
| Hispaniques et Latino-Américains | 5,3             | 22,5    | 16,7       |

| 1830  | 1840  | 1850  | 1860  | 1870  | 1880  |
| ----- | ----- | ----- | ----- | ----- | ----- |
| 1 207 | 1 461 | 1 817 | 3 037 | 3 041 | 4 201 |

| 1890  | 1900  | 1910   | 1920   | 1930   | 1940   |
| ----- | ----- | ------ | ------ | ------ | ------ |
| 4 816 | 9 346 | 16 460 | 12 119 | 14 576 | 14 246 |

| 1950   | 1960   | 1970   | 1980   | 1990   | 2000   |
| ------ | ------ | ------ | ------ | ------ | ------ |
| 14 725 | 15 576 | 16 087 | 21 300 | 27 760 | 40 601 |

| 2010   | 2020   | - | - | - | - |
| ------ | ------ | - | - | - | - |
| 55 043 | 75 305 | - | - | - | - |